# 빅 딜 온 마돈나 스트리트
《빅 딜 온 마돈나 스트리트》(이탈리아어: I soliti ignoti, 영어: Big Deal on Madonna Street)는 이탈리아에서 제작된 마리오 모니첼리 감독의 1958년 케이퍼 코미디 영화이다.

## 출연진
- 비토리오 가스만
- 레나토 살바토리
- 멤모 카로테누토
- 로사나 로리
- 카를라 그라비나
- 클라우디아 카르디날레
- 엘레나 파브리치
- 마르첼로 마스트로이안니
- 토토

## 홈 미디어
이 영화의 DVD는 크라이테리언 컬렉션에 의해 지역 코드 1번으로 배급되었으며, 이탈리아 시장의 경우 20세기 폭스에 의해 지역 코드 2번으로 배급되었다.

## 같이 보기
- 제31회 아카데미상 외국어영화상 출품작 목록